# Артилерійський полк
Артилері́йський полк — військова частина, основна тактична одиниця в артилерії, що входить до складу загальновійськових з'єднань (об'єднань) сучасних армій. Входить, як правило, до складу артилерійської дивізії або корпусу або може бути окремим у складі формування роду Сухопутних військ.
Залежно від призначення і озброєння розрізняються артилерійські полки:
- гарматний,
- гаубичний,
- мінометний,
- реактивної артилерії,
- винищувально-протитанковий,
- самохідно-артилерійський,
- зенітно-артилерійський тощо.

Сучасний артилерійський полк зазвичай складається з 3-х дивізіонів по 3 артилерійські батареї (4-6-ти гарматного складу) у кожному, підрозділів забезпечення і органів управління. Всього в полку налічується близько 150–650 чол.; на озброєнні 36-54 артилерійських систем різного калібру.
У бою артилерійський полк може виконувати одне або кілька вогневих завдань, зосереджуючи вогонь усіх дивізіонів на однієї цілі (об'єкті) або розподіляючи цілі між дивізіонами та батареями. Полк може діяти в складі артилерійської групи (протитанкового резерву) свого з'єднання (об'єднання), додаватися у повному складі або подивізійно іншим з'єднанням (частинам)
Для виконання вогневих завдань артилерійський полк розгортається в бойовий порядок, який складається з командного пункту, спостережних пунктів, бойових порядків дивізіонів (батарей), а також підрозділів забезпечення.